# ريتا مونتيرو
ريتا مونتيرو (بالإسبانية: Rita Montero)‏ هي ممثلة أرجنتينية، ولدت في 4 مايو 1928 في الأرجنتين، وتوفيت في 28 يونيو 2013 في الأرجنتين.

## وصلات خارجية
- ريتا مونتيرو على موقع IMDb (الإنجليزية)